# Dukuhkarya
Dukuhkarya is een bestuurslaag in het regentschap Karawang van de provincie West-Java, Indonesië. Dukuhkarya telt 4491 inwoners (volkstelling 2010).